# Jejudo
Jejudo (koreanisch 제주도, Hanja 濟州島 ‚Jeju-Insel‘), im Deutschen oft auch einfach Jeju oder Cheju, ist eine Vulkaninsel in der Meerenge von Jeju und die mit Abstand größte Insel Südkoreas. Sie bildet zusammen mit einigen kleineren Inseln um sie herum die Provinz Jeju-do.

## Geschichte
Das früheste bekannte Staatswesen auf der Insel war das Königreich Tamna.
Nach den mongolischen Invasionen in Korea errichtete das Mongolenreich einen Stützpunkt auf der Insel Jeju (Präfektur Tamna) und verwandelte einen Teil der Insel in ein Weidegebiet für die dort stationierte mongolische Kavallerie.
Zu Beginn des 15. Jahrhunderts war die Insel Jeju der stark zentralisierten Herrschaft der Joseon-Dynastie unterworfen. Fast 200 Jahre lang galt ein Reiseverbot, und viele Aufstände der Bewohner der Insel Jeju wurden niedergeschlagen.
Am 16. April 2014 wendete die Fähre Sewol auf dem Weg nach Jejudo vor der zu Jindo-gun gehörenden Insel Byeongpungdo und begann einige Zeit danach zu sinken.
In 2018 kamen 500 Flüchtlinge, die vor dem Bürgerkrieg im Jemen geflohen waren, auf die Insel Jeju und sorgten für Unruhe unter den Bewohnern.

### Jeju-Aufstand
Vom 3. April 1948 bis Mai 1949 führte die südkoreanische Regierung eine antikommunistische Kampagne durch, um einen versuchten Aufstand auf der Insel zu unterdrücken. Der Hauptgrund für den Aufstand waren die für den 10. Mai 1948 angesetzten Wahlen, die von der United Nations Temporary Commission on Korea (UNTCOK) geplant waren, um eine neue Regierung für ganz Korea zu bilden. Die Wahlen waren nur für den Süden des Landes geplant, die Hälfte der Halbinsel, die von der UNTCOK kontrolliert wurde. In der Befürchtung, dass die Wahlen die Spaltung weiter verstärken würden, reagierten Guerillakämpfer der Arbeiterpartei Südkoreas (WPSK) gewaltsam und griffen die örtliche Polizei und rechte Jugendgruppen an, die auf der Insel Jeju stationiert waren.
Im Jahr 2008 wurden die Leichen der Opfer eines Massakers in einem Massengrab in der Nähe des internationalen Flughafens von Jeju entdeckt.

### Archäologie
Im November 2020 gaben südkoreanische Archäologen die Entdeckung einer 900 Jahre alten Bootsrampe vor der Küste von Sinchangli bekannt. Außerdem entdeckten die Forscher Münzen und Keramik aus der nördlichen Song-Dynastie.

## Wirtschaft
Der größte Wirtschaftszweig der Insel Jeju ist der Tourismus, der im Jahr 2018 ca. 3/4 zum regionalen Bruttoinlandsprodukt beitrug. Es folgt die Landwirtschaft und Fischerei, während die verarbeitende Industrie wenig ausgeprägt. Zu den wichtigsten Unternehmen auf Jeju zählen Kakao (früher Daum), Neople, Jeju Semiconductor, Socar, LT Entertainment und Lotte Tour Development.

## Geografie
Jejudo liegt rund 85 km südlich der Koreanischen Halbinsel am Ausgang der Koreastraße zum Ostchinesischen Meer. Die Insel erstreckt sich in einer Ost-West-Ausdehnung, ist 73 km lang und 31 km breit und umfasst eine Fläche von 1848,85 km². Die höchste Erhebung stellt mit 1.950 m der ruhende Schildvulkan Hallasan dar, der sich in der Mitte der Insel befindet. Die Berghänge sind zu allen Seiten zum Meer hin fast gleichbleibend abfallend und bedeckt mit dunkelgrauem vulkanischem Gestein und Erde aus Vulkanasche. Zahlreiche Flüsse entspringen alle auf dem Bergkegel und verlaufen strahlenförmig nach allen Seiten in Richtung Meer.
Zwei um die Insel herum führende Straßen verbinden die an den Küsten liegenden größeren Orte und die beiden Zentren Jeju-si im Norden und Seogwipo-si im Süden der Insel. Verwaltungstechnisch teilen sich die beiden Städte die Insel jeweils in Nord und Süd zur Hälfte auf, wobei Jeju-si im Norden die Hauptstadt der Insel darstellt.

## Klima
Das Klima der Insel ist subtropisch. Die Meeresströmung Kuroshio wirkt sich hier entsprechend aus. Die Durchschnittstemperaturen der gesamten Insel liegen bei etwa 11,7 °C, wobei an den Küsten mit zwischen 15 °C und 16 °C im Jahresmittel gerechnet werden kann. Die jährlichen Niederschlagsmengen betragen 1560 mm in den Küstenregionen und 2044 mm für die gesamte Insel. Die Monate Juli und August gelten als die feuchtesten Monate. In ihnen fallen alleine 43 % der gesamten Jahresniederschläge.
Aufgrund des besonderen Klimas können auf der Insel Jeju Pflanzen angebaut werden, für die es auf der koreanischen Halbinsel üblicherweise zu kalt ist, beispielsweise Bananenstauden.

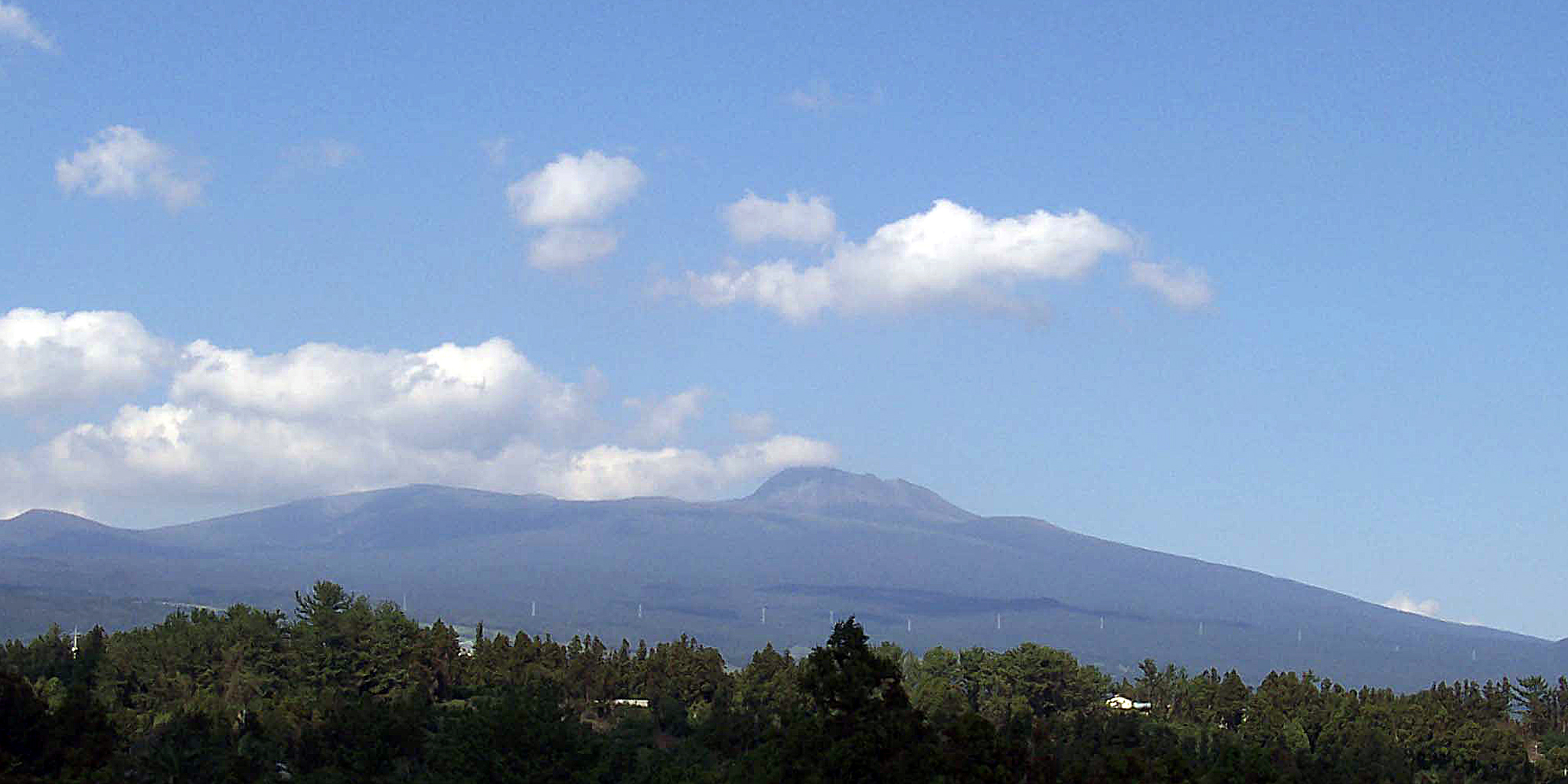
Vulkan Hallasan

## Entstehung
Die Insel entstand durch einen ständigen Prozess von Vulkanausbrüchen auf dem Meeresgrund von vor etwa 1,2 Millionen bis vor 700.000 Jahren. Vor 300.000 bis 100.000 Jahren bildete sich der heute von weitem gut sichtbare Vulkan Hallasan, dessen Kratersee vor etwa 25.000 Jahren entstand.

## Nutzung
Der Küstenstreifen mit einer Höhe von bis zu 200 m über Seehöhe stellt etwa 55 % der Gesamtfläche der Insel dar. Er wird hauptsächlich landwirtschaftlich (zum Beispiel zum Anbau von Tee) oder zu Siedlungszwecken genutzt, aber auch für Militärstützpunkte der USA. Die darüber liegenden Gebiete zwischen 200 m und 500 m Seehöhe bestehen hauptsächlich aus ungenutztem Land und machen in etwa 27 % der Gesamtfläche aus. Die Landschaft zwischen 500 m und 1000 m Seehöhe (13,7 %) ist bewaldet. Dort befinden sich touristische Anlagen und Pilzfarmen. Die Region ab 1000 m zählt zur Landschaft mit alpinem Charakter. Sie macht rund 4,5 % der Inselfläche aus und ist als Hallasan-Nationalpark geschützt.

## Welterbe und Kulturerbe
Der Titel „Jeju-Vulkaninsel und Lavatunnel“ ist eine von der UNESCO gelistete Stätte des Weltnaturerbes. Sie umfasst drei Objekte: den Vulkan Hallasan im Zentrum der Insel, das Geomunoreum-Lavaröhrensystem im Nordosten und den vor der Küste im Meer liegenden Tuffkegel Seongsan Ilchulbong.
Die UNESCO-Liste des immateriellen Kulturerbes der Menschheit enthält zwei Ausdrucksformen der Insulaner: Seit 2009 das schamanische Chilmeoridang-Yeongdeunggut-Ritual, mit dem zum Ende des Winters um ruhige See und guten Fang gebetet wird. Dazu wird die Göttin des Windes, „Großmutter Yeongdeunggut“, als Gast empfangen, bewirtet und mit Theaterspiel unterhalten. Nach vierzehn Tagen wird sie auf einem Strohboot verabschiedet.
2016 folgte die Anerkennung der Haenyo, „Seefrauen“. Diese sind Taucherinnen, die ohne Atemgeräte in den Küstengewässern nach Meeresfrüchten tauchen.

## Sehenswürdigkeiten
Als ein für die Insel wichtiges Kulturerbe gelten die Steinmauern von Jeju-do, die sich als Batdam einem Spinnennetz gleich über 22.100 km über die gesamte Insel erstrecken, als Wondam bezeichnet an flacheren Stellen der Küste im Meer zum Fischfang errichtet wurden und als Sandam Gräber der Verstorbenen einfrieden und schützen.

## Rezeption
Die Haupthandlung des Romans Unmöglicher Abschied der Literaturnobelpreisgewinnerin Han Kang spielt auf Jeju und thematisiert in Rückblenden den Jeju-Aufstand.